# Seth Rollins

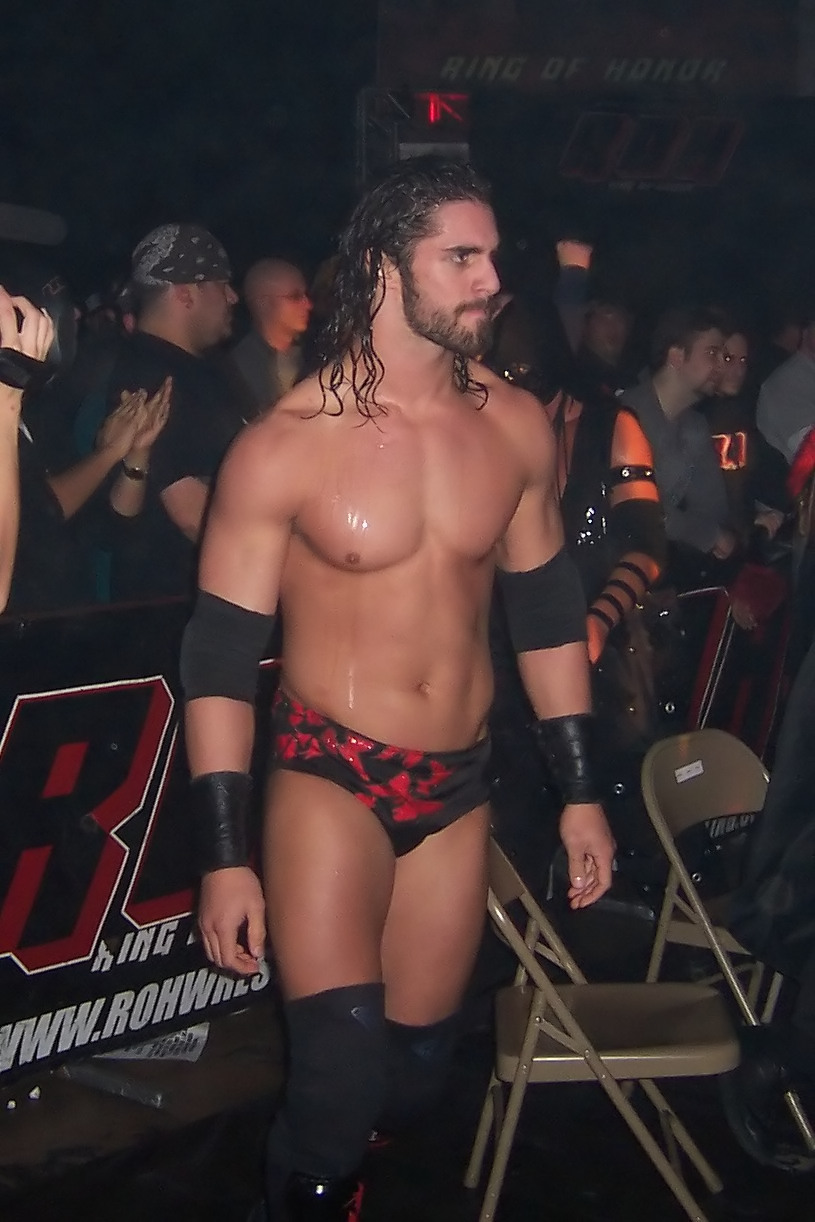
Tyler Black, 2008

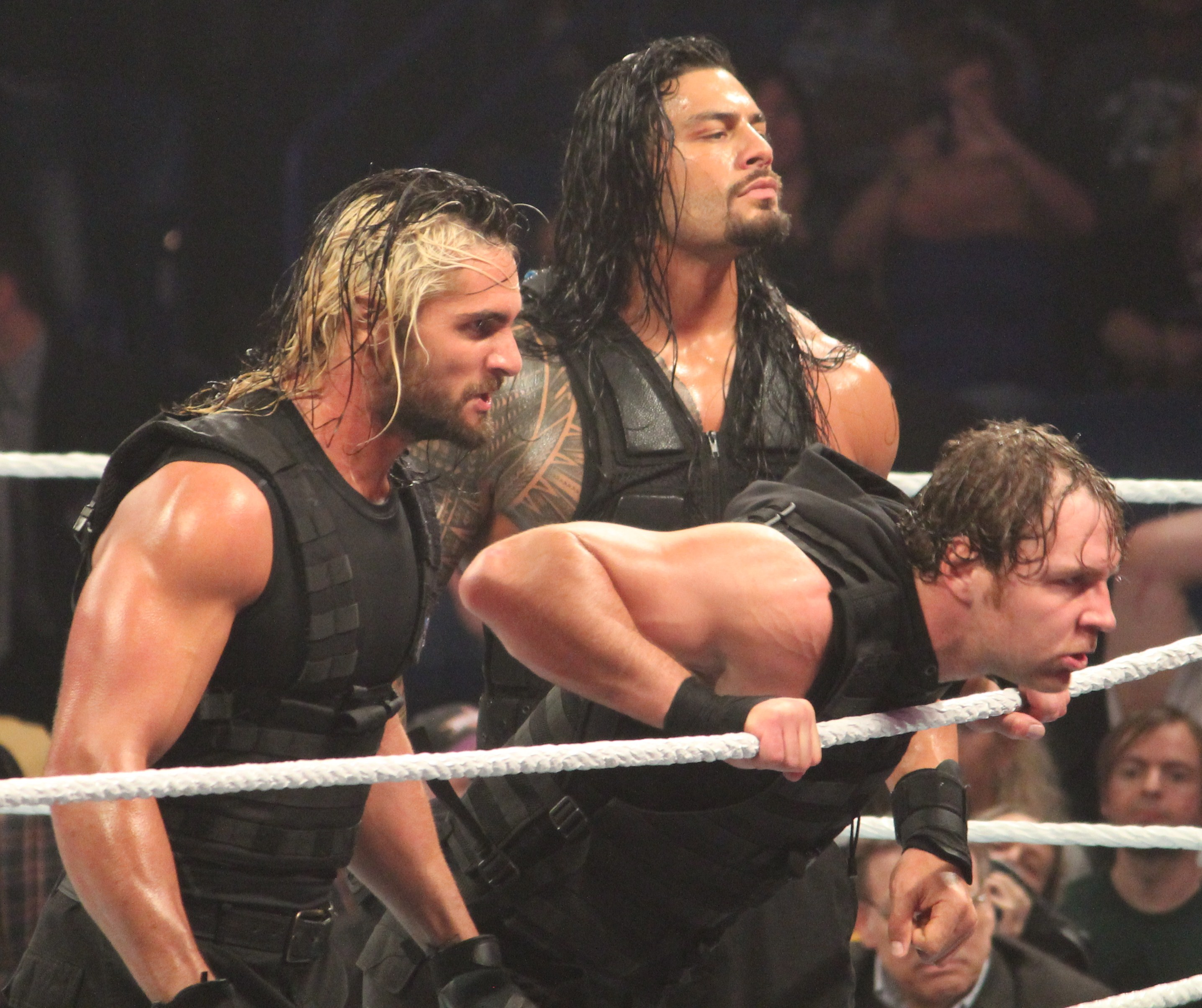
The Shield, 2014-ben

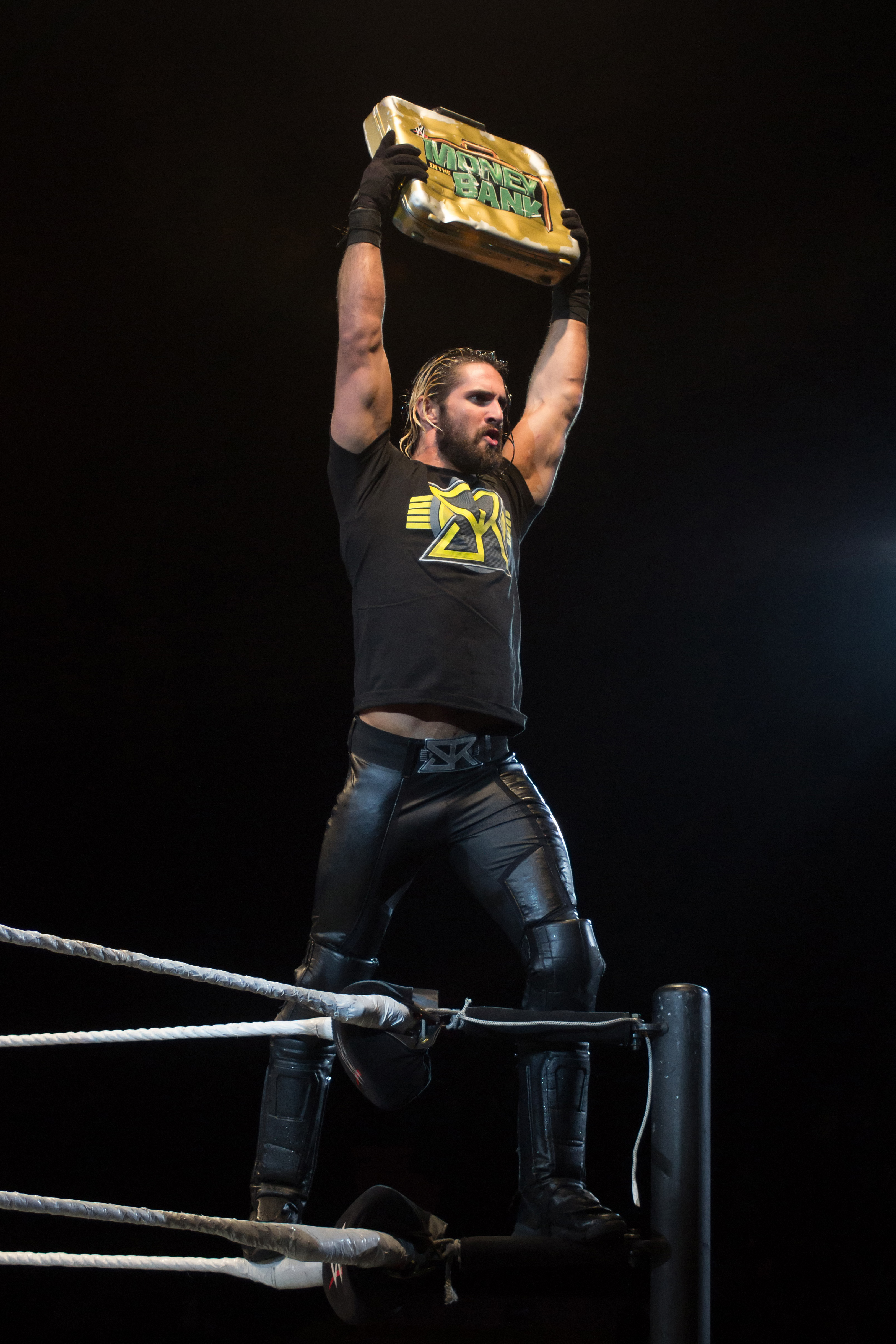
Seth Rollins a MITB táskával

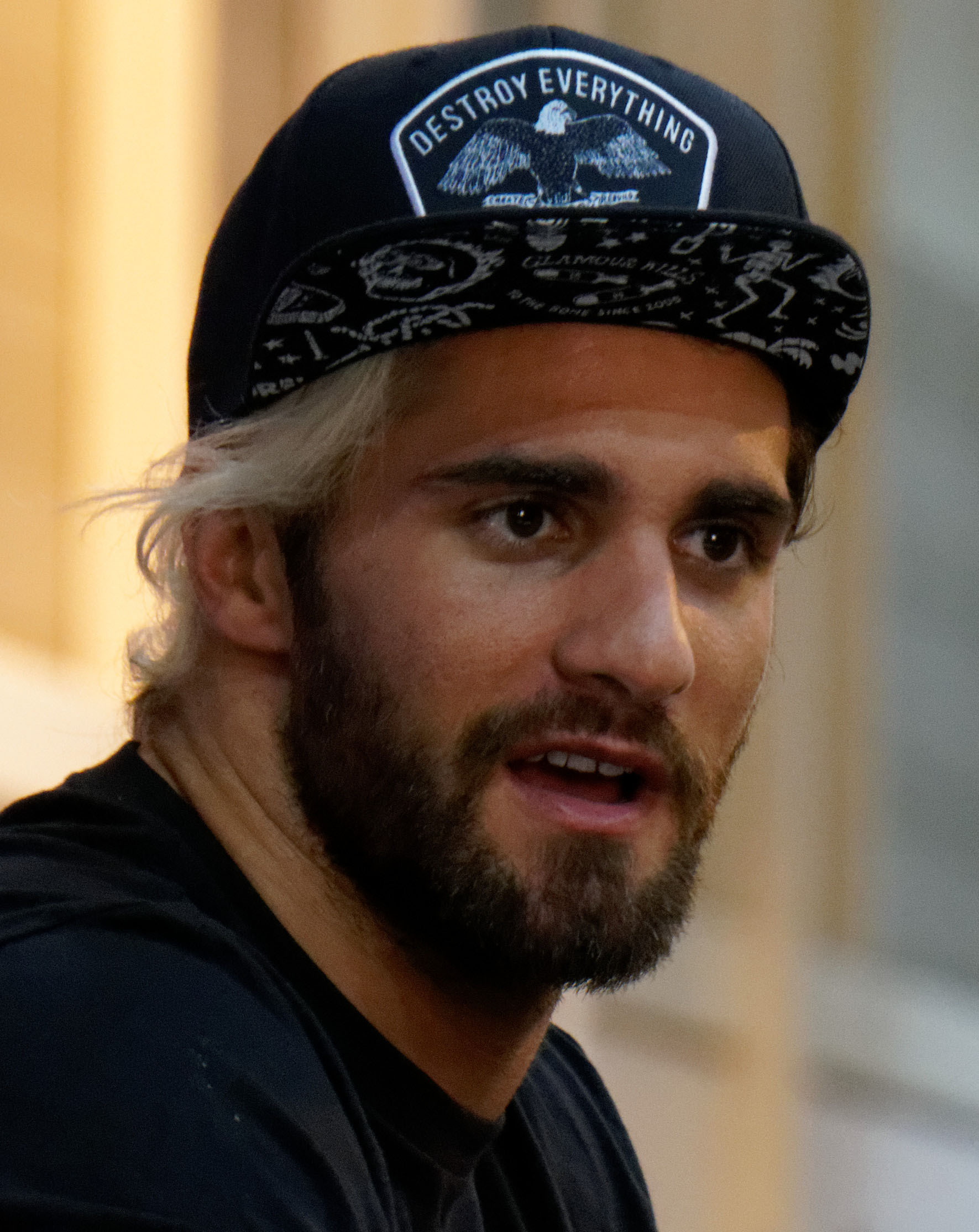
Seth Rollins a Wrestlemania XXX-en, 2014

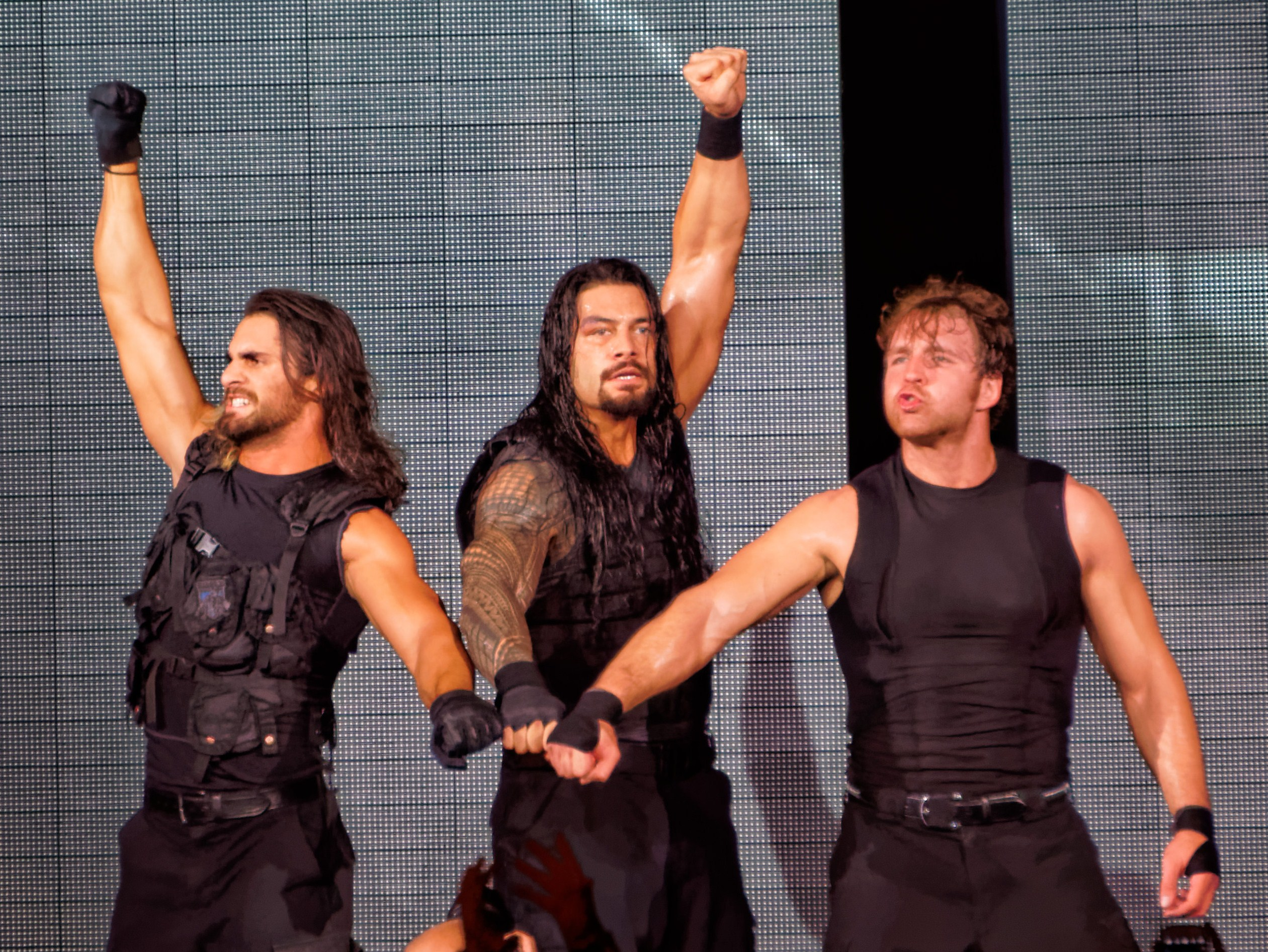
A Pajzs, 2014

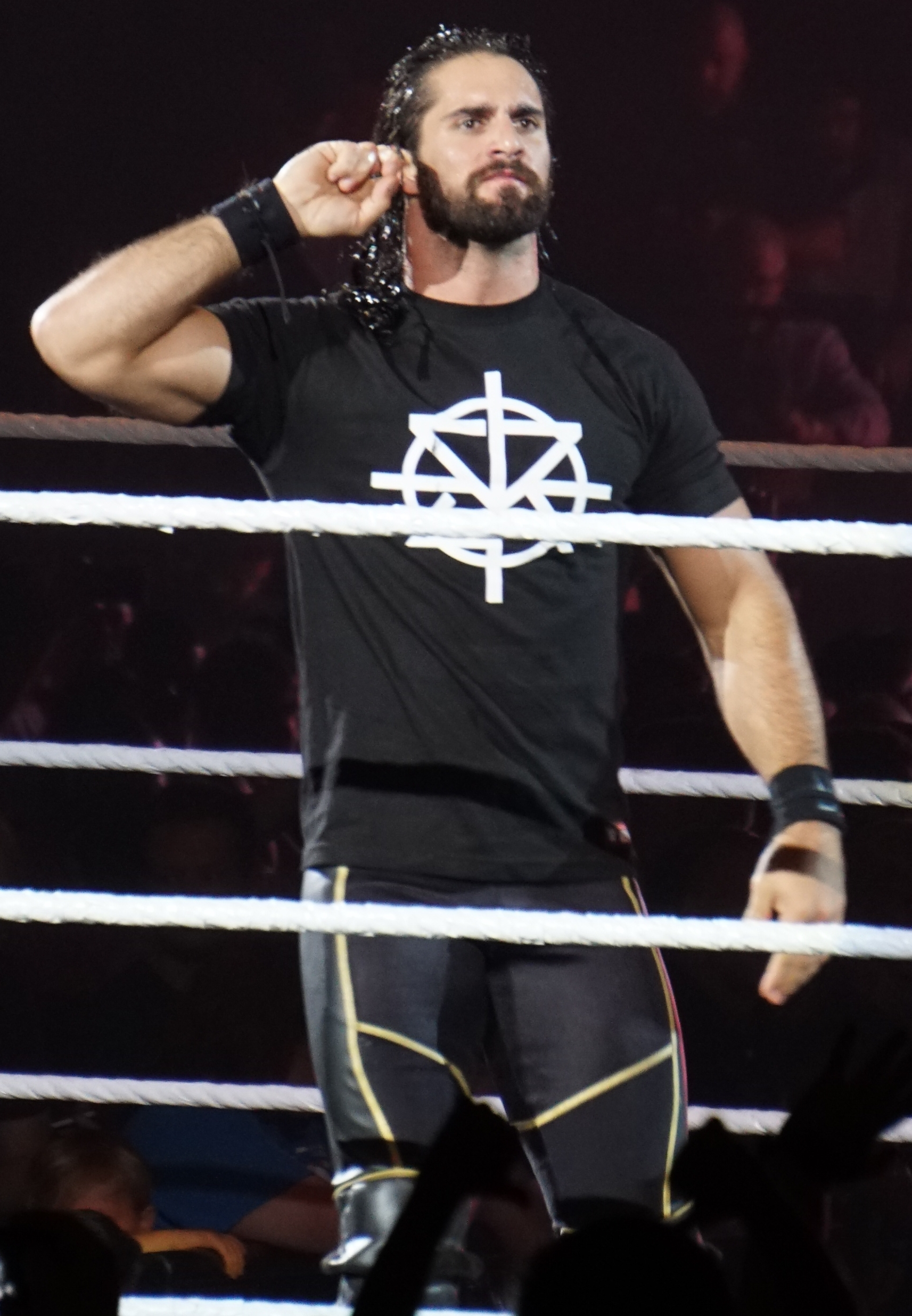
Seth Rollins, 2016-ban

Colby Lopez, ismertebb nevén Seth Rollins (1986. május 28. –) amerikai pankrátor. Rollins WWE Egyetemes bajnok, kétszeres WWE nehézsúlyú világbajnok, kétszeres WWE Interkontinentális bajnok, WWE Országos bajnok, négyszeres WWE RAW Tag Team bajnok, Money in the Bank győztes, Royal Rumble győztes, egyszeres ROH bajnok, kétszeres ROH Tag Team bajnok, kétszeres AAW nehézsúlyú bajnok, egyszeres FCW nehézsúlyú bajnok valamint egyszeres NXT bajnok. 2010-ben csatlakozott a WWE-hez; jelenleg is velük áll szerződésben.

## Profi pankrátor karrierje

### Korai évek (2003-2009)
Colby Lopez "Gixx" néven debütált 2003-ban, a Scott County Wrestling (SCW)-nél. A Ted Petty Invitational versenyen legyőzte Sal Thomaselli-t, majd 2005. szeptember 23-án vereséget szenvedett Matt Sydal-tól a negyeddöntőben. Nem sokkal később elnyerte a SCW nehézsúlyú bajnoki címét, majd csatlakozott az NWA Midwest-hez. Itt csapatot alapított Marek Brave-el, és megnyerték az NWA Tag Team bajnoki címet. 2006 elején a címet több alkalommal megvédték Ryan Boz és Danny Daniels; Brett Wayne és Hype Gotti, majd Jayson Reign és Marco Cordova ellen is. 2006 októberében továbbállt a Total Nonstop Action Wrestling-hez. Itt összeállt Jeff Luxon-al, de vereséget szenvednek a Latin American Xchange-tól. 2007. május 25-én Tag Team bajnokok lettek a Full Impact Pro (FIP)-nél. Ringneve itt már "Tyler Black"-re változott. Csapattársa, Marek Brave hátsérülést szenved, majd ennek következtében vissza is vonul. Ez idő alatt Tyler Black tehát egyéni karriert folytat. Versenyez a Pro Wrestling Guerrilla (PWG)-nél, ahol legyőzi Joey Ryan-t. 2008. július 6-án összeáll Jimmy Jacobs-al, majd Roderick Strong és El Generico ellen megnyerik a PWG Tag Team bajnoki címet. 2008. december 20-án egy FIP rendezvényen Black legyőzi Go Shiozaki-t, s ezzel ő lesz az új FIP nehézsúlyú világbajnok. Később Davey Richards nyeri el tőle az övet, 2009. május 2-án.

### Ring of Honor (2007-2010)
A Ring of Honor-nál 2007. szeptember 15-én debütált, a "Man Up" rendezvényen. Ekkor a "The Age of the Fall" csapatba állt be Jimmy Jacobs és Necro Butcher mellé. Ezt követően Jack Evans-al és The Irish Airborne-al többször kerültek összetűzésbe, majd a 2007-es Final Battle-n, Black és Jacobs megnyeri a ROH Tag Team világbajnoki címet. Az övet a "No Remorse Corps" csapat (Davey Richards és Rocky Romero) vette el tőlük 2008. január 26-án. A Tag Team övet nem sokkal később ismét megnyerik, ám ekkor már Kevin Steen és El Generico miatt bukják el. Időközben Black megmérkőzik Nigel McGuinness-el, az aktuális ROH bajnokkal, ám kikap tőle. A 2008-as Final Battle-n Austin Aries-el csap össze, ám tőle is vereséget szenved. Június 26-án egy acélketrec meccset vív Jimmy Jacobs-el, amit sikerül megnyernie. 2009 szeptemberében műtéten esett át. Október 10-én újra ringbe száll Kenny King ellen, majd megnyeri a 2009-es Survival of the Fittest versenyt. 2009. december 19-én, a Final Battle-n ismét összecsap Austin Aries-el a ROH bajnoki övért, ám a meccs döntetlennel zárul. 2010. február 13-án rendezték meg a visszavágot, ahol végül Black-nek végre sikerült nyernie, s ezzel ő lett az új ROH bajnok. Áprilisban a "The Big Bang!" rendezvényen győzelmet arat Roderick Strong és Austin Aries ellen; júniusban pedig a "Death Before Dishonor VIII" rendezvényen védi meg címét Davey Richards ellen. Időközben kitudódik, hogy átszerződött a WWE-hez, s ennek a rajongók nem nagyon örültek. 2010. szeptember 11-én, a "Glory By Honor IX"-en veszíti el a címét Roderick Strong ellen. Ez volt a végső ROH megjelenése.

### World Wrestling Entertainment

#### Florida Championship Wrestling (2010–2012)
2010. augusztus 8-án írta alá a szerződést a WWE-vel. A ROH után, 2010 szeptemberében átkerül a WWE fejlődési ágához, a Florida Championship Wrestling (FCW)-hez. 2010. szeptember 14-én debütál egy sötét meccsen, ahol Trent Barreta-t győzi le. Szeptember végétől már a "Seth Rollins" nevet használja. Részt vesz az "FCW 15 Jack Brisco Classic" versenyen Hunico, Richie Steamboat és Jinder Mahal mellett. 2011. január 13-án, a döntőben Hunico-t legyőzi, s ezzel ő lesz az új FCW 15 bajnok. Március 25-én, egy "Live Event"-en Richie Steamboat-al áll össze egy csapatba. Damien Sandow és Titus O’Neill ellen megnyerik a meccset, s ezzel ők lesznek az új FCW Florida Tag Team bajnokok. (A Tag Team övet később Big E Langston és Calvin Raines veszi el tőlük.) 2011 júliusában Dean Ambrose ellen kezd el egy viszályt. Többször összecsapnak egymással az FCW 15 bajnoki címért, de Rollins-nak sikerül megvédenie az övet. A címet végül szeptember 22-én vesztette el; mivel Ambrose beavatkozott a mérkőzésbe, s így Damien Sandow nyert. Nem sokkal később, 2012. február 23-án legyőzi Leo Kruger-t, s ezzel ő lesz az új FCW Florida nehézsúlyú bajnok.

#### NXT (2012–2013)
A WWE átnevezte az FCW-t "NXT Wrestling"-re. Rolins debütálása az NXT-ben a "Full Sail University"-n volt, ahol legyőzte Jiro-t. Benevez a Gold Rush versenyre, ahol legyőzi Drew McIntyre-t, Michael McGillicutty-t, és Jinder Mahal-t is, s ezzel ő lesz az új NXT bajnok. Később McGillicutty, majd Mahal ellen is megvédi a címét. 2013. január 2-án, Corey Graves ellen védi meg az övet, de immár a The Shield tagjaként, akik be is avatkoztak a mérkőzésbe. Nem sokkal később, január 7-én az NXT-ben összecsapott Langston-al. A bajnoki címet elbukta, mivel a Shield többi tagját bezárták az öltözőbe. Bosszúból ezután megtámadják Graves-t egy bajnoki címmeccsen, amit Conor O'Brian ellen vívott. Graves elleni viszályuknak végül egy "favágó" meccs vetett véget, amit Rollins-nak sikerült megnyernie.

#### The Shield (2012–2014)
Dean Ambrose, Seth Rolins és Roman Reigns alkotta a The Shield (magyarul "A Pajzs") formációt. Igaz már az NXT-ben is felbukkantak, de fő debütálásuk 2012. november 18-án volt, a Survivor Series rendezvényen. Beavatkoztak a WWE bajnoki címmeccsbe, megtámadták Ryback-ot, így CM Punk megvédte a bajnoki címét. Mint később kiderült, a trió az "igazságtalanság" ellen akar fellépni. A Pajzs tagadta, hogy Punk-nak dolgoznak; ám rendszeresen alakult ki olyan helyzet, amikor Punk ellenfeleit támadták meg. 2012. december 16-án, a TLC rendezvényen összecsaptak a Ryback-el kiegészült Team Hell No (Daniel Bryan és Kane)-val, amit sikerült is megnyerniük. Ezután továbbra is támadták Punk ellenfeleit; The Rock-ot és Ryback-et. 2013. január 28-án, a RAW-on kiderült, hogy Punk és a menedzsere, Paul Heyman fizette őket, valamint Brad Maddox-ot, hogy dolgozzanak nekik egy kis ideig. Ezt követően új viszályba kezdtek John Cena, Ryback és Sheamus ellen. 2013. február 17-én össze is csaptak velük az Elimination Chamber-en egy 6 fős tag team meccsen, amit sikerült is megnyerniük. 2013. április 7-én, a WrestleMania 29-en összecsaptak a Big Show, Randy Orton és Sheamus ellen; ugyancsak egy 6 fős tag team meccsen, amit ismét megnyertek. Töretlen sikerüknek május 13-án megrendezett RAW-on Cena, Kane, és Bryan párosa vetett véget. Május 17-én, az Extreme Rules-en Rolins és Reigns legyőzték egy "tornádó tag team meccsen" a Team Hell No-t, így ők lettek az új WWE Tag Team bajnokok. (Dean Ambrose ezen az estén Kofi Kingston-t győzte le, s ezzel ő lett az új WWE országos bajnok.) A május 27-én megrendezett RAW-on megvédik az öveket ellenük; majd június 14-én, a SmackDown-ban a Team Hell No összeáll Randy Orton-al. Legyőzik a Pajzsot, de mivel ez nem címmecs volt, így az öv náluk marad. A Team Hell No nem sokkal később feloszlik. Június 16-án a Payback-en Bryan és Orton összeáll egy címmeccsre a The Shield ellen, ám nem sikerül nyerniük. Július 14-én, a Money in the Bank-on következő kihívójuk a The Usos (Jimmy Uso és Jey Uso) lesz, ám őket is sikerül legyőzniük. Szeptemberben a Night of Champions-on a The Prime Time Players (Darren Young és Titus O'Neil) ellen kell bizonyítaniuk, de ez is sikerül nekik. Időközben Triple H-nak, és a Vezetőségnek (The Authority) kezdenek el dolgozni. Októberben, a Battleground-on összecsapnak Cody Rhodes és Goldust ellen. Ez nem címmeccs volt, hanem Rhodes-ék állása volt a tét. A Pajzs veszített, így a Rhodes testvérek megtarthatták az állásukat. Nem sokkal később, október 14-én megrendezett RAW-on viszont címmeccset vívtak ellenük, ahol ismét kikaptak, de immár elbukták a bajnoki címet is. Október végén, a Hell in a Cell-en próbálták visszaszerezni címüket egy "triple threat" meccsen. The Usos és a Rhodes testvérek ellen léptek ringbe, ám nem sikerült nyerniük. Úgy tűnik a Tag Team-et feladják, majd decemberben, a TLC-n CM Punk ellen vívnak egy "3 on 1 handicap" meccset. 2014 januárjában részt vesznek egyénileg a Royal Rumble meccsen. Rollins másodiknak lépett a ringbe. 48 perc 37 másodpercig bírta, majd Reigns ejtette ki. Februárban a The Wyatt Family (Bray Wyatt, Luke Harper és Erick Rowan) ellen kezdenek el egy viszályt. Az Elimination Chamber-en össze is csapnak velük, ám a meccset a Wyatt család nyeri, így a Pajzs tagjai között fokozódik a feszültség. Márciusban, a WrestleMania XXX-en Kane és a The New Age Outlaws (Road Dogg és Billy Gunn) ellen csapnak össze egy 6 fős tag team meccsen, amit meg is nyernek. Ezután Triple H ellen keverednek viszályba. Ennek eredményeképp Triple H összeáll Randy Orton-al és Batista-val, majd újraalapítja az Evolution-t. Az Extreme Rules-en és a Payback-en is összecsapnak egymással, ám mindegyiket a The Shiled nyeri. Batista ezt követően kilép a WWE-ből, így az Evolution feloszlik.

#### A Vezetőség (2014–2015)
Batista távozása után Triple H elővette a "B tervét", ami nem más volt, mint Seth Rollins. Június 2-án, a RAW-on Rollins "heel turn"-ba kezd. Megtámadja csapattársait egy acél székkel, majd beáll a Vezetőséghez. A The Shield ezzel feloszlott, és egyéni karrierbe kezdtek. Rollins később elmagyarázta a tettét; szerinte a Pajzs nélküle nem lett volna sikeres. Ambrose-t és Reigns-t soha nem tekintette a testvérének (mint az ők állították); csak felhasználta őket, hogy a WWE ranglétráján feljebb jusson. Ambrose-al  ezt követően viszályba kezd, aki többször megtámadta Rollins-t a mérkőzései során. Június 29-én, a Money in the Bank rendezvényen Dean Ambrose, Dolph Ziggler, Kofi Kingston, Rob Van Dam és Jack Swagger ellen összecsap egy létrameccsen. A mérkőzést, s ezáltal a Money in the Bank táskát Rollins nyeri, mivel Kane beavatkozik, és kiüti Ambrose-t. Ezután Ambrose még jobban feldühödött. Július 20-án, a Battleground-ra kiírtak nekik egy meccset; ám Ambrose még a meccs előtt megtámadta Rollinst. Viszályuk tovább folytatódott; majd augusztus 17-én, a SummerSlam-en összecsaptak egy favágó meccsen, amit Rollins nyert. A következő RAW-on Rollins-t ismét megtámadta Ambrose egy interjú közben. Viszonzásképp Rollins a "Curb Stomp" mozdulatával hetekre kiiktatta Ambrose-t. A sorozatos támadások miatt időközben testőröket fogad maga mellé Jamie Noble és Joey Mercury személyében, amit röviden "J&J Security"-nek nevez. Szeptember 21-én, a Night of Champions-on már a korábbi másik csapattársával, Roman Reigns-el csapott össze, amit végül sikerült is megnyernie. Októberben a Hell in a Cell-en ismét összecsap Dean Ambrose-al egy acélketrec meccsen. A meccset -Bray Wyatt segítségével- Rollins nyeri. Novemberben, a Survivor Series-en a Vezetőség csapatának (Kane, Mark Henry, Rusev és Luke Harper) kapitánya lesz. Itt a Cena csapat (John Cena, Dolph Ziggler, Big Show, Erick Rowan és Ryback) ellen csapnak össze egy 5 az 5 elleni kiejtéses meccsen. A mérkőzést a Cena csapat nyeri. John Cena ellen tovább folytatja a viszályát, majd decemberben, a TLC-n megmérkőznek egymással. Egyszerre esnek rá az asztalra, ám a mérkőzést Cena-nak ítélik. December 29-i RAW-ban a Vezetőség újra a hatalom élére áll, mivel Rollins megtámadja Edge-t, s ezáltal megzsarolja Cena-t, hogy hozza vissza a Vezetőséget. 2015 januárjában, a Royal Rumblen címmeccset vív Brock Lesnar és John Cena ellen, ám a nem sikerül megnyernie a WWE bajnoki övet. Februárban, a Fastlane-n egy 6 fős tag team meccset vív. Csapattársa Kane és a Big Show lesz; ellenfelei pedig Dolph Ziggler, Erick Rowan és Ryback. A mérkőzést sikerül megnyerni Rollins csapatának; azonban a meccs után feltűnik Randy Orton, és megtámadja őket.

#### Bajnoki címmeccsek (2015)
A következő RAW-on a Vezetőség megpróbálja meggyőzni Ortont, hogy újra csatlakozzon hozzájuk. Látszólag ezt elfogadja, ám később, március 9-én ismét nekitámad Rollins-nak. 2015. március 29-én, a WrestleMania 31-en összecsapnak egymással, ám a meccset Orton nyeri. Ugyan ezen az estén Rollins beavatkozik a WWE bajnoki címmeccsbe, ami Brock Lesnar és Roman Reigns között folyt. Lesnar ellen beváltja a Money in the Bank táskáját, s ezzel ő lesz az új WWE nehézsúlyú világbajnok. A WrestleMania után tovább folytatja viszályát Ortonnal. Április végén, az Extreme Rules-en összecspanak egy acélketrec meccsen, ahol betiltották Ortonnak az "RKO" mozdulatát. A mérkőzést ezútta Rollins nyeri. Rollins ezt követően kritizálta Kane operatív vezetői teljesítményét, és ez persze viszályhoz vezetett. Május elején, a Payback-en Roman Reigns, Dean Ambrose és Randy Orton ellen lép ringbe egy "Fatal 4-Way" meccs keretein belül. Rollins-nak sikerül nyernie, így megvédi a címét. Május végén, az Elimination Chamber-en Dean Ambrose ellen kell bizonyítania. Sikerül megvédenie az övet, bár diszkvalifikáció miatt Ambrose nyer. A Money in the Bank-on ismét címmeccset vív Dean Ambrose-al, azonban ismét sikerül megvédenie a címét. A következő RAW-on Brock Lesnar visszatér, így ő lesz az elsőszámú kihívó az övért. 2015. július 19-én, a Battleground-on össze is csapnak egymással; ám az Undertaker azonban beavatkozott a mérkőzésbe. Megtámadta Lesnar-t, így Rollins-nak ismét sikerült megvédenie a címét. Augusztus 23-án, a SummerSlam-en John Cenával, az aktuális országos bajnokkal csapott össze. A meccset megnyerte, így a WWE nehézsúlyú világbajnoki cím mellett az országos bajnoki címet is magáénak tudhatta. Szeptember 20-án, a Night of Champions-on mindkét övét meg kellett védenie. Az első meccsen John Cena-val csapott össze az országos bajnoki övért; akitől vereséget szenvedett, így elbukta az övet. A második meccsen Sting ellen kellett bizonyítania; a tét pedig a WWE nehézsúlyú bajnoki öv volt. Ezt a címet sikerült megvédenie, ám a meccs végén Kane megtámadta őt, s ezzel egy viszály vette kezdetét közöttük. A Hell in a Cell-en csaptak össze, amit Rollins nyert meg. November 4-én sérülést szenvedett egy mérkőzésen, így 221 nap uralkodás után kénytelen volt lemondani a bajnoki övről, s több hónapos pihenőre kényszerült. 

#### Visszatérése, Különböző viszályok, Újraegyesülés, Bajnoki címszerzés (2016-2017-)
2016. május 22-én, az "Extreme Rules" rendezvényen tért vissza sérüléséből, ahol megtámadta Reigns-t. Júniusban a "Money in the Bank"-on legyőzi Reigns-t, így ő lesz az új WWE nehézsúlyú világbajnok. Sokáig nem örülhetett a címének, hiszen még aznap Dean Ambrose beváltotta ellene a MITB táskát, és elbukta az övet. Július 19-én a WWE Draft-on Rollins a RAW csapatához kerül. A Draft miatt a WWE nehézsúlyú világbajnoki öv lekerül a SmackDown-ba, így Rollins a továbbiakban a WWE Universal bajnoki címet szeretné megszerezni. 2016. augusztus 29-én a RAW-on Triple H megtámadja őt és ellene fordul, így elveszít egy "four-way elimination" meccset, ahol a bajnoki cím volt a tét. Ezután Kevin Owens-el többször összecsap, de nem sikerül elvennie tőle az övet. 2017. január 30-án (Triple H közbenjárásának köszönhetően) a RAW-on Samoa Joe megtámadja őt. Emiatt egy új viszály kerekedik közöttük, de Rollins ismét térdsérülést szenved. Felépülése után összecsap Triple H-val a WrestleMania 33-on, és sikeresen le is győzi őt. A győzelme után nem igazán találja a helyét, ezért egykori csapattársával, Dean Ambrose-al közeledik olyannyira közel, hogy végül újraegyesülnek majd a SummerSlam (2017) rendezvényen legyőzik a Sheamus és Cesaro csapatot és ezzel megnyerik a WWE RAW Tag Team Bajnoki öveket.

## Eredményei
IWA Mid-South Light Heavyweight Championship (1x)
- 2005.10.15.: Josh Abercrombie-t győzi le a best of 7 series-ben.

AAW Heavyweight Championship (2x)
- 2006.03.25.: Eric Priest-et, Danny Daniels-t és Silas Young-ot győzte le.
- 2008.08.12.: Berwyn-ben nyeri meg.

AAW Tag Team Championship (2x)
- 2006.03.25.: Csapattársával, Marek Brave-vel nyerik meg Berwyn-ben.
- 2010.02.19.: Csapattársával, Jimmy Jacobs-al nyerik meg Davenport-ban.

FCW Heavyweight Championship (1x)
- 2012.02.23.: FCW-ben nyeri meg, Tampa-ban.

FCW 15 Championship (1x)
- 2011.01.23.: Hunico-t győzi le az FCW TV Tapings-en.

FCW Florida Tag Team Championship (1x)
- 2011.03.25.: Csapattársával, Richie Steamboat-al nyerik meg egy Live event-en, Miami-ban.

FIP World Heavyweight Championship (1x)
- 2008.12.20.: Unstoppable 2008-on nyeri meg, Crystal River-ben.

ROH World Championship (1x)
- 2010.02.13.: Austin Aries-t győzi le a 8th Anniversary Show-n.

ROH World Tag Team Championship (2x)
- 2007.12.30.: Csapattársával, Jimmy Jacobs-al (The Age of the Fall) a Final Battle 2007-en nyernek.
- 2008.06.06.: Csapattársával, Jimmy Jacobs-al (The Age of the Fall) legyőzik Kevin Steen-t és El Generico-t az Up for Grabs-on.

World Wrestling Entertainment:
NXT Championship (1x)
- 2012.07.26.: Jinder Mahal-t legyőzte az NXT-ben.

WWE Universal Championship(2x)
- 2019.04.08.: Brock Lesnar-t győzte le a Wrestlemania 35-ön.

- 2019.08.12.: Brock Lesnar-t győzte le a Summerslam-en

WWE Tag Team/WWE RAW Tag Team Championship (1x)
- 2013.05.19.: Csapattársával, Roman Reigns-el (The Shield) legyőzik a Team Hell No-t (Kane-t és Daniel Bryan-t) az Extreme Rules-en.
- 2017.08.20.: Csapattársával, Dean Ambrose-al (The Shield) legyőzik Sheamus-t és Cesaro-t a SummerSlam-en.
- 2018.10.22.: Csapattársával, Dean Ambrose-al legyőzik Drew McIntyre-t és Dolph Zigglert a RAW-on.

WWE World Heavyweight Championship (4x)
- 2015.03.29.: Brock Lesnar ellen beváltotta a Money in the Bank táskát a WrestleMania 31-en.
- 2016.06.19.: Legyőzte Roman Reigns-t a Money in the Bank-en.
- 2023.05.27.: Legyőzte AJ Styles-t a Night of Champions-ön.
- 2025. 08. 02.: CM Punk ellen beváltotta a Money in the Bank táskát a SummerSlam-en.

WWE Intercontinental Championship (2x)
WWE United States Championship (2x)
- 2015.08.23.: John Cena-t legyőzte a SummerSlam-en.
- 2022.10.10.: Bobby Lashley-t győzte le a RAW adásán.

Money in The Bank győzelem (2x)
- 2014.06.29.: Megnyerte a Money in The Bank létrameccset Dean Ambrose, Dolph Ziggler, Kofi Kingston, Rob Van Dam és Jack Swagger ellen.
- 2025.06.07.: Megnyerte a Money in The Bank létrameccset Solo Sikoa, LA Knight, Andrade, Penta és El Grande Americano ellen.

## Bevonuló zenéi
- "American Love" előadó: Haste The Day (IWA Mid-South)
- "Battle On" előadó: War of Ages
- "The Haunted" előadó: Walls of Jericho
- "Flesh It Out" előadó: Blues Saraceno (NXT)
- "Special Op" előadó: Jim Johnston (WWE; 2012. december 16. – 2014. június 2. között; a Pajzs (The Shield) tagjaként)
- "The Second Coming" előadó: CFO$ (WWE; 2014. június 9.- napjainkig)

## Magánélete
Rollins örmény származású; a Lopez nevet a mexikói-amerikai nevelőapja adta neki. A "Seth Rollins" ringneve kitalálásában állítása szerint szerepet játszott Henry Rollins iránti tisztelete. Jegyese Leighla Schultz volt, ám szakítottak. Jelenleg Rebecca Quin (Becky Lynch) vőlegénye, egy közös gyermekük is született, aki a Roux nevet kapta.

## Fordítás
Ez a szócikk részben vagy egészben  a   Seth_Rollins című angol Wikipédia-szócikk fordításán alapul.  Az eredeti cikk szerkesztőit annak laptörténete sorolja fel. Ez a jelzés csupán a megfogalmazás eredetét és a szerzői jogokat jelzi, nem szolgál a cikkben szereplő információk forrásmegjelöléseként.